# 摺手岩
摺手岩（日语：／*/?），俄語音譯斯列德涅戈岩（羅馬化：Srednego），是俄罗斯千島群島中部的岩礁，位於宇志知島及羅處和島的中間。該島現屬薩哈林州管轄。
該岩名字源自俄語「Среднего」，意思是「中間的」。日本明治時期將該島俄語名用漢字表記為「須禮吐寧波島」（スレトネハ），後又表記為「摺戶岩」（スレドイワ），後再演化為「摺手岩」（すれでいわ）。二戰時蘇聯佔領千島群島。
在日本探險家近藤重藏的著作《千島群島圖》中，該島被表記為（kankan-kay-pe），意指「像大腸般幼細及高低起伏的白頭浪」。